# 阿夫頓 (紐約州村)
阿夫頓（英語：Afton）是位於美國紐約州希南戈縣的村。

## 人口
根據2020年美國人口普查的數據，阿夫頓的面積為4.14平方千米，當中陸地面積為3.95平方千米，而水域面積為0.19平方千米。當地共有人口794人，而人口密度為每平方千米192人。